# Augustinerkloster St. Anna (Eisleben)

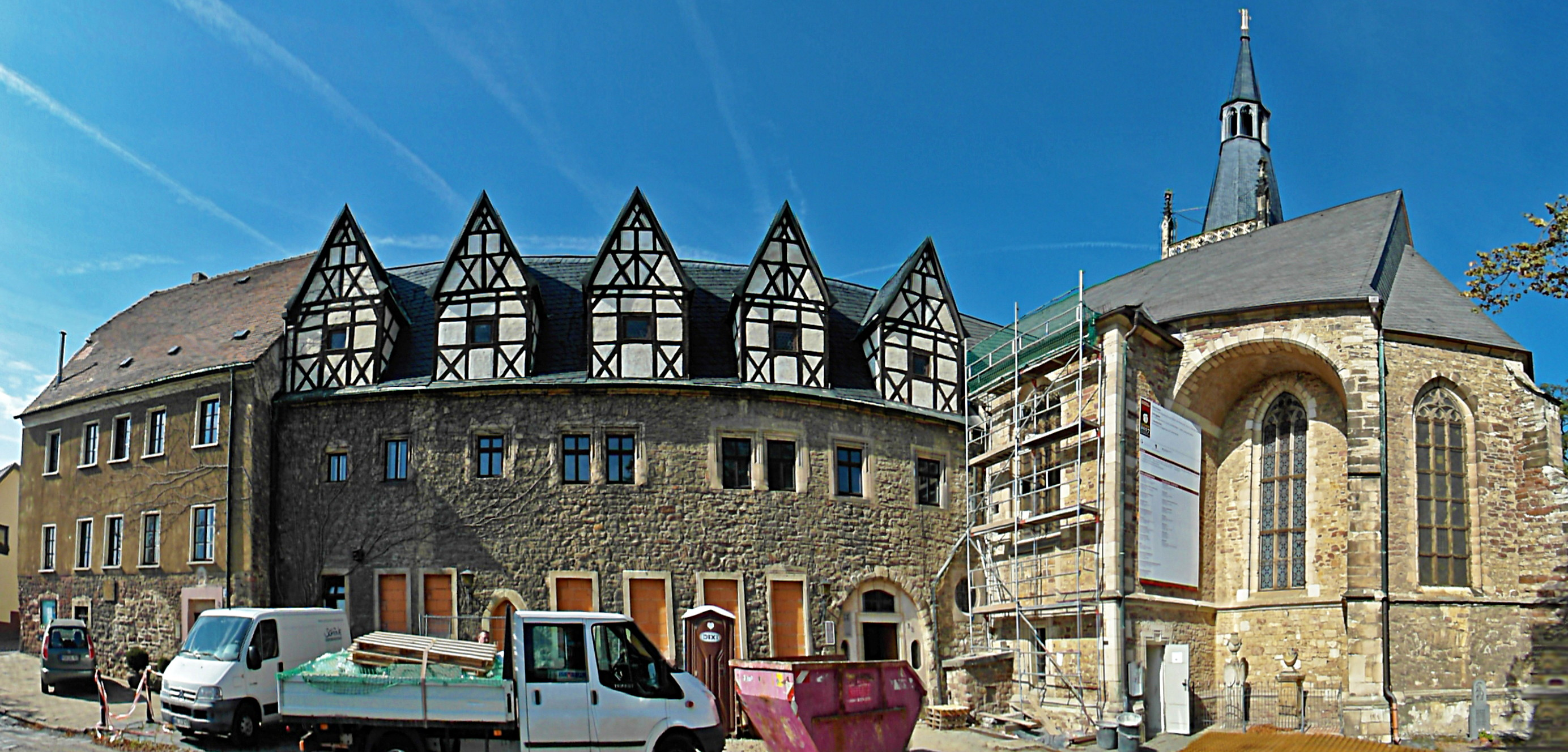
Ehemaliges Augustinerkloster mit Zellentrakt im Dachgeschoss. Rechts die St.-Annen-Kirche.

Das Augustinerkloster St. Anna ist ein ehemaliges Augustiner-Eremitenkloster auf dem Gebiet der heutigen Lutherstadt Eisleben.

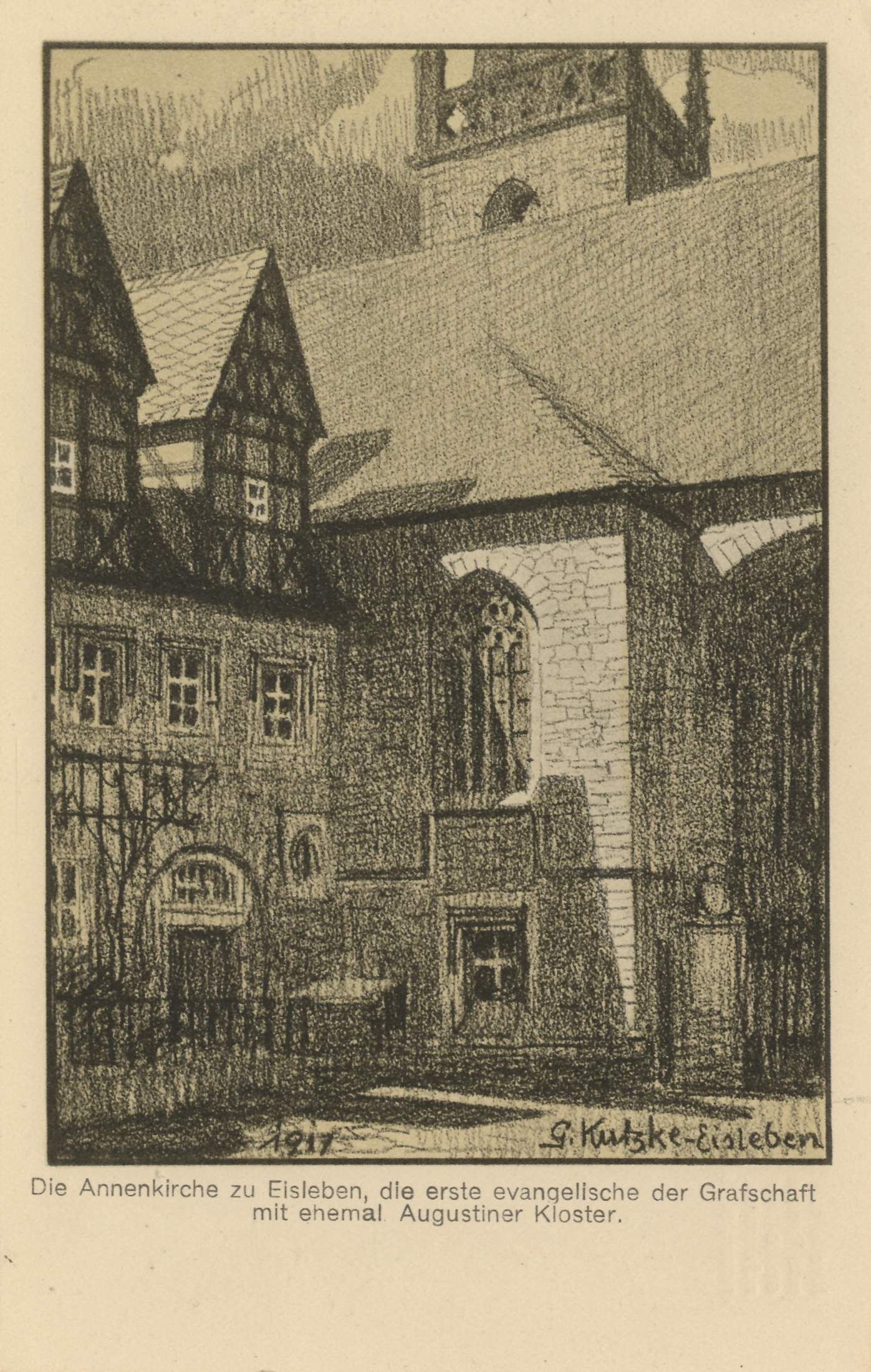
Historische Zeichnung von Kloster und Kirche, 1910.

## Geschichte des Klosters
Nach der Spaltung des Hauses Mansfeld im Jahre 1501 baute sich jede dieser Familien in Eisleben eine Stadtresidenz. Graf Albrecht IV. (1480–1560), ein Spross des Zweiges Hinterort, siedelte 1511 zur Belebung des Bergbaus westlich der Altstadt Berg- und Hüttenarbeiter aus anderen Gegenden Deutschlands an und verlieh dieser Siedlung ebenfalls das Stadtrecht. Man nannte sie „Neue Stadt bei Eisleben“, heute „Neustadt“ oder „Annenviertel“. 1514 verlangte Kaiser Maximilian I. von Albrecht die Annullierung des Stadtrechtes. Albrecht widersetzte sich aber dieser Forderung und übergab am 16. Juli 1515 die Annenkirche dem Orden der Augustiner-Eremiten.
Durch archäologische Untersuchungen im Februar 2013 ist die Baugeschichte genauer bekannt: Baubeginn war wahrscheinlich im Juli 1515, und zunächst war ein repräsentativer Konventbau im Renaissancestil geplant, der sich an den Kirchenbau anschloss, genauer an die schon bestehende Südwand eines noch in Bau befindlichen Querhauses der St.-Annen-Kirche. Als die Mauern schon etwa einen Meter hoch waren, trat eine Planänderung ein: der Raum wurde verfüllt und das Fußbodenniveau auf diese Höhe angehoben. (Möglicherweise hatten sich durch die Lage am Hang Grundwasserprobleme gezeigt.) Dann baute man auf den bestehenden Außenmauern in einfacheren Formen weiter. Es sollte ein Innenhof mit Kreuzgang entstehen, darüber ein Obergeschoss aus Fachwerk. In diesem Stockwerk befanden sich vier Räume, von denen zwei als Bohlenstuben mit verzierter Holzdecke ausgeführt wurden. Der Dachstuhl der Kirche wurde in einer einheitlichen Baumaßnahme in der ersten Jahreshälfte 1516 errichtet.
Am 22. Mai 1516, dem Fronleichnamstag, wurde das Kloster geweiht. Der gesamte Konvent bestand aus acht Mönchen. Martin Luther, der damals als Distriktsvikar elf Klöster in der Region zu beaufsichtigen hatte, und Johannes Staupitz als Generalvikar des Ordens nahmen gemeinsam an der Fronleichnamsprozession teil. Hier kam es zu einem Vorfall, der in Luthers Tischreden überliefert ist:

„Wie geschach mir? Ich erschrack ein mal fur dem sacrament, das Doctor Staupiz zu Isleben in der procession trug corporis Christi. Da gieng ich auch mit und hett ein priester kleyd an, beichtets darnach Doctor Staupiz, et dicebat mihi [und er sagte zu mir]: Vestra cogitatio [Euer Gedanke] ist nit Christus.“

Mit Caspar Güttel war ab 1517 ein Anhänger Luthers Prior des Eislebener Augustinerklosters. 1518 führte Luther hier eine Visitation durch; auch war die Eislebener Ordensniederlassung 1520 Gastgeber des Generalkonvents, bei dem Staupitz sein Amt als Generalvikar niederlegte. Nachdem das Kapitel der Reformkongregation 1522 in Wittenberg beschlossen hatte, dass es jedem Mönch freistehe, das Kloster zu verlassen, löste sich auch der Eislebener Konvent auf. Die Bauarbeiten kamen zum Erliegen, nur Caspar Güttel blieb in dem Klostergebäude wohnen.
Trotz verschiedener Nachnutzungen blieb im Dachgeschoss ein in Fachwerk ausgeführter, mit dem Dachstuhl konstruktiv verbundener Zellentrakt erhalten. Von außen gut erkennbar sind die fünf Zellen auf der Ostseite mit Fenstern und Zwerchhäusern. Zwei weitere Zellen befanden sich auf der Hofseite; alle sieben Kammern wurden durch einen großen Raum erschlossen, der als Korridor diente.

## Weiterbau der Kirche
St. Annen ist insgesamt eine Renaissancekirche. Der noch spätgotische Chorraum der Kirche wurde im Januar 1516 durch Erzbischof Albrecht im Beisein des Grafen Albrecht IV. von Mansfeld geweiht. Nach längerer Bauunterbrechung wurde die Kirche von 1585 bis 1608 fertiggestellt. Es entstanden das Langhaus, Westchor und Nordturm, veranlasst und gefördert von Gräfin Margareta von Mansfeld-Hinterort. Die Kirche wurde mit einer Renaissanceausstattung (Steinbilderbibel, Kassettendecke und Kanzel) versehen.